# Acanthocreagris barcinonensis
Espèce
Acanthocreagris barcinonensis est une espèce de pseudoscorpions de la famille des Neobisiidae.

## Distribution
Cette espèce est endémique de Catalogne en Espagne. Elle se rencontre vers La Floresta.

## Description
Le mâle holotype mesure 2,02 mm.

## Étymologie
Son nom d'espèce, composé de barcino(n) et du suffixe latin -ensis, « qui vit dans, qui habite », lui a été donné en référence au lieu de sa découverte, Barcino.

## Publication originale
- Zaragoza, 2003 : Primera cita para España peninsular de Acanthocreagris epigeos: descripción de dos nuevas especies (Arachnida, Pseudoscorpiones, Neobisiidae). Revista Iberica de Aracnologia, vol. 8, no 2, p. 57-67 (texte intégral).